# La gran final
La gran final es una película del año 2006.

## Sinopsis
¿Cómo es posible que en lo más recóndito de las estepas mongolas los niños sepan quién es Ronaldo? Tres historias paralelas cuentan las peripecias de unos hombres que tienen dos cosas en común: vivir en regiones remotas del planeta y estar empeñados en ver la final del Mundial de fútbol de Japón-Corea 2002 entre Alemania y Brasil. Una familia de nómadas mongoles, una caravana de camelleros tuareg en el desierto del Sahara y un grupo de indios amazónicos son los protagonistas. Todos viven a muchos kilómetros de distancia del punto más cercano en el que es posible ver la televisión, o son múltiples las dificultades que tienen para hacerlo. Sin embargo, estos hombres disponen del ingenio y la voluntad suficientes como para lograr su objetivo.